# Olympia 1974
Albums de Dalida
Julien...
(1973) Manuel
(1974)
Olympia 1974 est un album live de Dalida paru chez Sonopresse en 1974.
La chanteuse fait sa rentrée parisienne en janvier 1974 à l'Olympia de Paris pour un tour de chant qui se veut exceptionnel. Sur les quinze chansons interprétées au cours de la série de concerts, Dalida interprètera douze chansons nouvelles dont trois inédites. Pour conclure en apothéose son nouveau tour de chant, elle cherche une chanson, la chanson Gigi l'amoroso. 
C'est dans ce contexte qu'est publié Olympia 1974, second album live de Dalida paru chez Sonopresse au cours de la même année.
Pour familiariser le public au nouveau spectacle, elle reprendra quelques chansons connues Que sont devenues les fleurs et La Danse de Zorba et ouvrira le tout avec Entrez sans frapper.
Paroles, paroles sera incluse dans le tour de chant, mais Alain Delon ne pouvant donner la réplique à la chanteuse, Dali fait appel aux chanteurs en vogue afin de lui répondre. Défileront donc, entre autres, sur l'écran, Patrick Juvet, Dave, Hervé Vilard ou encore Claude François.
Le clou de la soirée est l'interprétation de Gigi l'amoroso, qui deviendra son plus grand succès international. 

## Face A
- Introduction musicale (''Ainsi Parlait Zarathoustra'')
- Entrez sans frapper
- Pour ne pas vivre seul
- Nous sommes tous morts à vingt ans
- Que sont devenues les fleurs ? (Where have all the flowers gone?)
- Avec le temps

## Face B
- Ô seigneur Dieu
- Il venait d'avoir 18 ans
- Je suis malade
- Julien
- Gigi l'amoroso

Les chansons La Danse de Zorba, Comme tu dois avoir froid et Paroles, paroles n'ont pas été gravées sur le vinyle de l'époque.